# تامسه

تامسه شهری در شهرستان توئسه در استان بازگا در بورکینافاسوی مرکزی است و جمعیت آن ۷۱۵ نفر است.